# Palerio di Telese
San Palerio di Telese (IX secolo – IX secolo) è stato un vescovo italiano di Telesia, proclamato santo assieme al suo diacono Equizio.

## Biografia
Palerio fu vescovo di Telesia nel IX secolo, periodo in cui la città subì diverse sciagure.
Tra l'846 e l'847 infatti la città fu duramente colpita dall'invasione dei saraceni. Il feroce condottiero Massar, dopo aver costretto Telesia a capitolare a causa dell'interruzione delle condutture idriche, devastò le mura e distrusse gran parte dell'abitato. A questa prima distruzione si aggiunse il terremoto dell'anno 848 che colpì duramente i paesi del Sannio.
Secondo la tradizione il vescovo Palerio fuggì da Telesia a seguito di questi infausti eventi, rifugiandosi sulle montagne irpine e quindi a San Martino Valle Caudina, dove il culto del santo è tuttora molto sentito.

### Culto
Grazie a due antiche epigrafi ritrovate a San Martino Valle Caudina nel 1712 si hanno ulteriori notizie su questo santo. La prima lapide dice che nel XII secolo un certo Maraldo, forse notaio, ebbe in sogno la visione del luogo dove erano sepolti i resti del vescovo Palerio e del suo diacono Equizio. Maraldo, trovate le spoglie dei due religiosi, edificò su di un terreno di sua proprietà una chiesa che volle dedicare ai due santi. La seconda lapide dice invece che il vescovo di Avellino Guglielmo il 30 luglio 1167 consacrò detta chiesa e che un anno dopo venne concessa l'indulgenza della durata di quaranta giorni a coloro che vi si recavano in penitenza nel primo anniversario della consacrazione.
La notizia del ritrovamento delle due epigrafi e delle reliquie dei due santi fu subito trasmessa all'arcivescovo di Benevento Orsini, futuro papa Benedetto XIII. L'arcivescovo comunicò subito la notizia ai partecipanti del XXVII sinodo diocesano che con accuratezza vagliarono i reperti rinvenuti e, dopo attente riflessioni, si dichiararono favorevoli al ristabilimento del culto dei due santi. L'arcivescovo provvide a sigillare le ossa dei due santi in altrettante cassette di piombo che furono poste, durante una solenne cerimonia, nella chiesa di San Giovanni Battista nel comune di San Martino Valle Caudina il 5 marzo 1713.
Monsignor Vincenzo Lupoli, vescovo di Telese o Cerreto, si adoperò per far ristabilire il culto dei santi Palerio ed Equizio ottenendo l'assenso della Congregazione dei Riti nel 1795. La Congregazione stabilì la festività di San Palerio il 16 giugno e quella di Sant'Equizio il 18 giugno.
Il vescovo Lupoli ricevette dall'arcivescovo di Benevento Francesco Maria Banditi una clavicola di ciascuno dei due santi che fece custodire in appositi reliquiari nella Cattedrale di Cerreto Sannita. I reliquiari vennero consacrati solennemente il 5 novembre 1797 a Cerreto Sannita. Durante questa cerimonia una donna partorì un bambino che fu battezzato con il nome di "Palerio".
Domenica 24 maggio 1987, il giorno dopo la riapertura della Cattedrale restaurata a seguito del sisma del 1980, nel rito di dedicazione dell'altare rivolto al popolo, il vescovo Mons. Felice Leonardo pose nel sepolcreto del medesimo insieme alle reliquie di S. Pacifico martire, S. Barbato Vescovo, S. Antonio di Padova e S. Alfonso Maria de' Liguori anche un frammento delle reliquie di S. Palerio. 
Nel 1990 fu eseguita una ricognizione delle spoglie dei santi Palerio ed Equizio a cura dell'arcivescovo di Benevento Carlo Minchiatti e del vescovo di Cerreto Sannita-Telese-Sant'Agata de' Goti Felice Leonardo nella chiesa di San Giovanni Battista in San Martino Valle Caudina. Il 15 giugno dello stesso anno una rappresentanza della comunità di San Martino Valle Caudina donò alla diocesi di Cerreto Sannita nuove reliquie dei due santi che sono esposte accanto alla statua di S. Palerio nella cappella del Crocifisso (Sacrario) della Cattedrale.
Il 17 giugno 2012 ha avuto inizio l'anno Paleriano, in occasione del 300º anniversario del rinvenimento delle reliquie a San Martino Valle Caudina. Presente all'apertura dell'Anno Paleriano e alla consegna del decreto della Penitenzeria Apostolica che concede l'indulgenza plenaria rilasciata da Benedetto XVI, il cardinale Bernard Francis Law. Per l'occasione, le sacre reliquie sono esposte in una teca di vetro nella chiesa di San Martino vescovo.